# Dicranomyia calianensis
Dicranomyia calianensis är en tvåvingeart som först beskrevs av Alexander 1931.  Dicranomyia calianensis ingår i släktet Dicranomyia och familjen småharkrankar. Inga underarter finns listade i Catalogue of Life.